# Newcastle (Austrálie)
Newcastle je dělnické město a zároveň druhé největší město australského Nového Jižního Walesu. Newcastle vznikl v roce 1804 jako místo pro trestance, se kterými si neporadili ani v Sydney, ale hlavním důvodem k založení města byla řeka po které se dopravovalo uhlí z Hunter Valley.